# Fats Navarro
Fats Navarro (24. září 1923 Key West, Florida, USA – 7. července 1950 New York City, New York, USA) byl americký jazzový trumpetista a hudební skladatel. Ve svých šesti letech začal hrát na klavír a ve třinácti pak na trubku. V letech 1943–1944 doprovázel Andyho Kirka a později hrál v big bandu Billyho Eckstinea. Mimo to nahrál několik vlastních nahrávek a spolupracoval s dalšími hudebníky, mezi něž patří Coleman Hawkins, Charlie Parker, Miles Davis, Lionel Hampton, Dexter Gordon nebo Dizzy Gillespie. Ke konci života byl závislý na heroinu a zemřel na tuberkulózu ve svých šestadvaceti letech.